# Pawłów Trzebnicki
Pawłów Trzebnicki (niem. Pawellau, 1937–1945 Paulskirch) – wieś w Polsce położona w województwie dolnośląskim, w powiecie trzebnickim, w gminie Prusice.
W latach 1954–1959 wieś była siedzibą gromady Pawłów Trzebnicki, po jej likwidacji w gromadzie Trzebnica.
W latach 1975–1998 miejscowość administracyjnie należała do województwa wrocławskiego.
Na granicy miejscowości był przystanek kolei wąskotorowej Pawłów Trzebnicki.

## Zabytki
Do wojewódzkiego rejestru zabytków wpisane są:
- kościół ewangelicki, obecnie rzymskokatolicki pw. św. Apostołów Piotra i Pawła, szachulcowy, barokowy, zbudowany w latach 1708-1709 - pierwszej połowie XVIII w. We wnętrzu barokowe wyposażenie, m.in. ołtarz główny
- dzwonnica, drewniana, z XVIII w., znajduje się w pobliżu kościoła